# Nasiechowice
Nasiechowice – wieś w Polsce położona w województwie małopolskim, w powiecie miechowskim, w gminie Miechów.
| SIMC    | Nazwa             | Rodzaj    |
| ------- | ----------------- | --------- |
| 0251475 | Długa Wieś        | część wsi |
| 0251481 | Doły              | część wsi |
| 0251498 | Górka Moniakowska | część wsi |
| 0251506 | Kamieniec         | część wsi |
| 0251512 | Kresy             | część wsi |
| 0251529 | Łany              | część wsi |
| 0251535 | Podpojałowskie    | część wsi |

## Historia
W 1595 roku wieś położona w powiecie proszowskim województwa krakowskiego była własnością kasztelana  sandomierskiego Stanisława Tarnowskiego.
W Królestwie Polskim istniała gmina Nasiechowice.
W latach 1954–1961 wieś należała i była siedzibą władz gromady Nasiechowice, po jej zniesieniu w gromadzie Pojałowice. W latach 1975–1998 miejscowość administracyjnie należała do województwa kieleckiego.
4 czerwca 1943 roku Sonderdienst oraz Schutzpolizei przeprowadziły wspólnie pacyfikację wsi Nasiechowice. Początkowo dokonywali egzekucji wybranych mieszkańców według posiadanych list proskrypcyjnych, a gdy zorientowali się, że część osób ukryła się w lesie, aresztowali około 70 pozostałych (w tym 16 dzieci), po czym rozstrzelali ich na skraju pobliskiego lasu.
1 lipca 1943 Niemcy ponownie spacyfikowali wieś. Przed kościołem rozstrzelali 16 osób.

## Zabytki
Obiekty wpisane do rejestru zabytków nieruchomych województwa małopolskiego:
- kościół parafialny pw. św. Wita, św. Modesta i św. Krescencji z XIV wieku;
  - dzwonnica drewniana z 1740 roku.

Na miejscowym cmentarzu spoczywają: Roman Bielawski – komendant Obwodu Kozienice AK, oraz Jan Bielawski – urodzony w Nasiechowicach chłop, poseł do II Dumy Państwowej Imperium Rosyjskiego.

## Galeria zdjęć

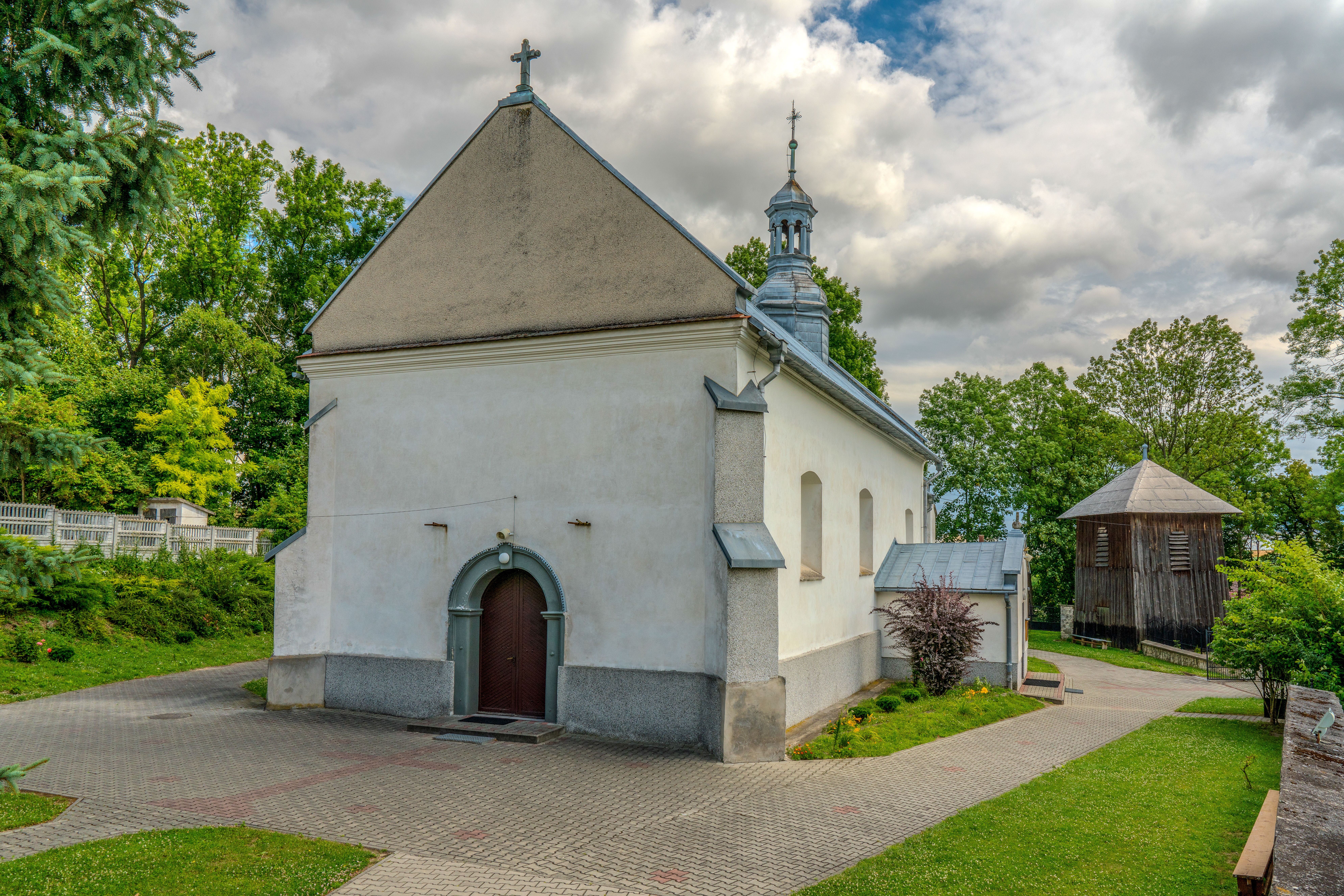
Kościół
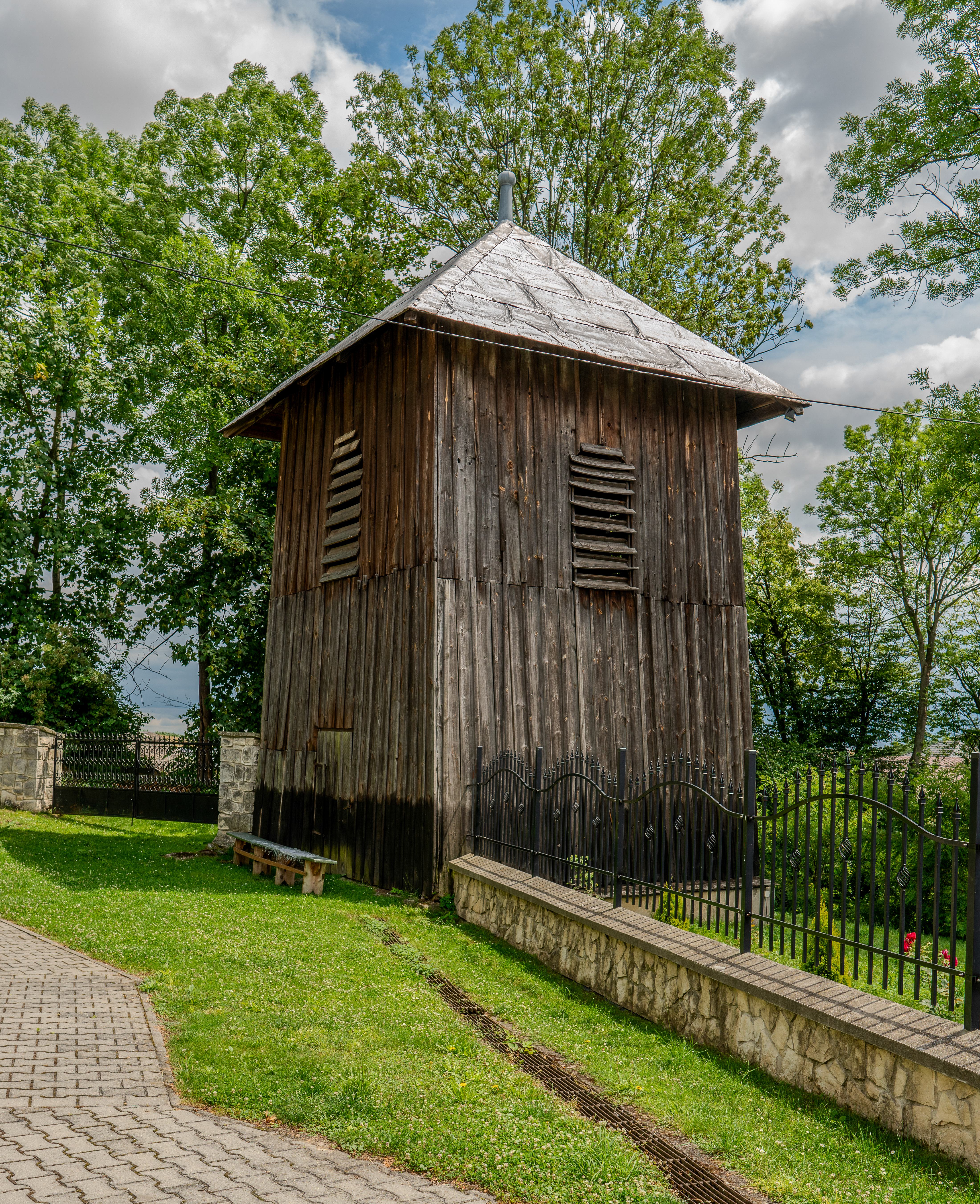
Dzwonnica